# Кастелло, Джованни Баттиста
Джованни Баттиста Кастелло (Бергамаско) (итал. Giovanni Battista Castello, detto Il Bergamasco; 1526, Трескоре-Бальнеарио, Ломбардия — 3 июня 1569, Мадрид) — итальянский архитектор, живописец и лепщик-декоратор, мастер стукко. Его называют «Бергамаско» (из Бергамо), чтобы отличать от другого художника (живописца-миниатюриста и ювелира) из Генуи с таким же именем: Джованни-Баттиста Кастелло (? — 1637), по прозванию «Genoves» (Генуэзец).

## Биография
Семья художника была родом из Гандино в Валь-Сериана, но Джованни Баттиста родился в Трескоре-Бальнеарио или в Ловере (Ломбардия) летом 1526 года, а затем до десяти лет жил в Ловере. Затем семья вернулась в Трескоре, чтобы переехать в 1541 году в Бергамо. Джованни Баттиста учился в мастерской художника из Кремоны Аурелио Буссо, того самого, который, являясь учеником Полидоро да Караваджо, посещал Академию Святого Луки в Риме и сотрудничал с Джулио Романо в Мантуе.
Около 1545 года художник переехал в Геную, где пользовался покровительством Тобиа Паллавичино, одного из богатейших торговцев Генуи, который финансировал поездку Кастелло в Рим. Затем Кастелло вернулся в Геную, чтобы украсить построенную по его проекту виллу Паллавичино и церковь Сан-Марчеллино. Он написал алтарный образ «Мученичество святого Себастьяна» для монастыря Сан-Себастьяно. Кастелло работал над различными проектами со своим другом Лукой Камбьязо, в том числе в капелле Собора Сан-Лоренцо. Герцог Гримальди поручил украсить потолок хора Нунциата ди Портория в Генуе фреской с изображением Христа как судьи мира. Кастелло также украсил комнаты виллы Ланци в Горлаго близ Бергамо сценами из «Илиады».
В 1567 году Джованни Баттиста Кастелло переехал в Испанию, в Мадрид, на службу к королю Филиппу II в качестве королевского архитектора, где, среди прочего, работал на строительстве Эскориала. Отцу помогал его сын Фабрицио. Кастелло Старший скончался в Мадриде в 1569 или 1579 году.

## Галерея

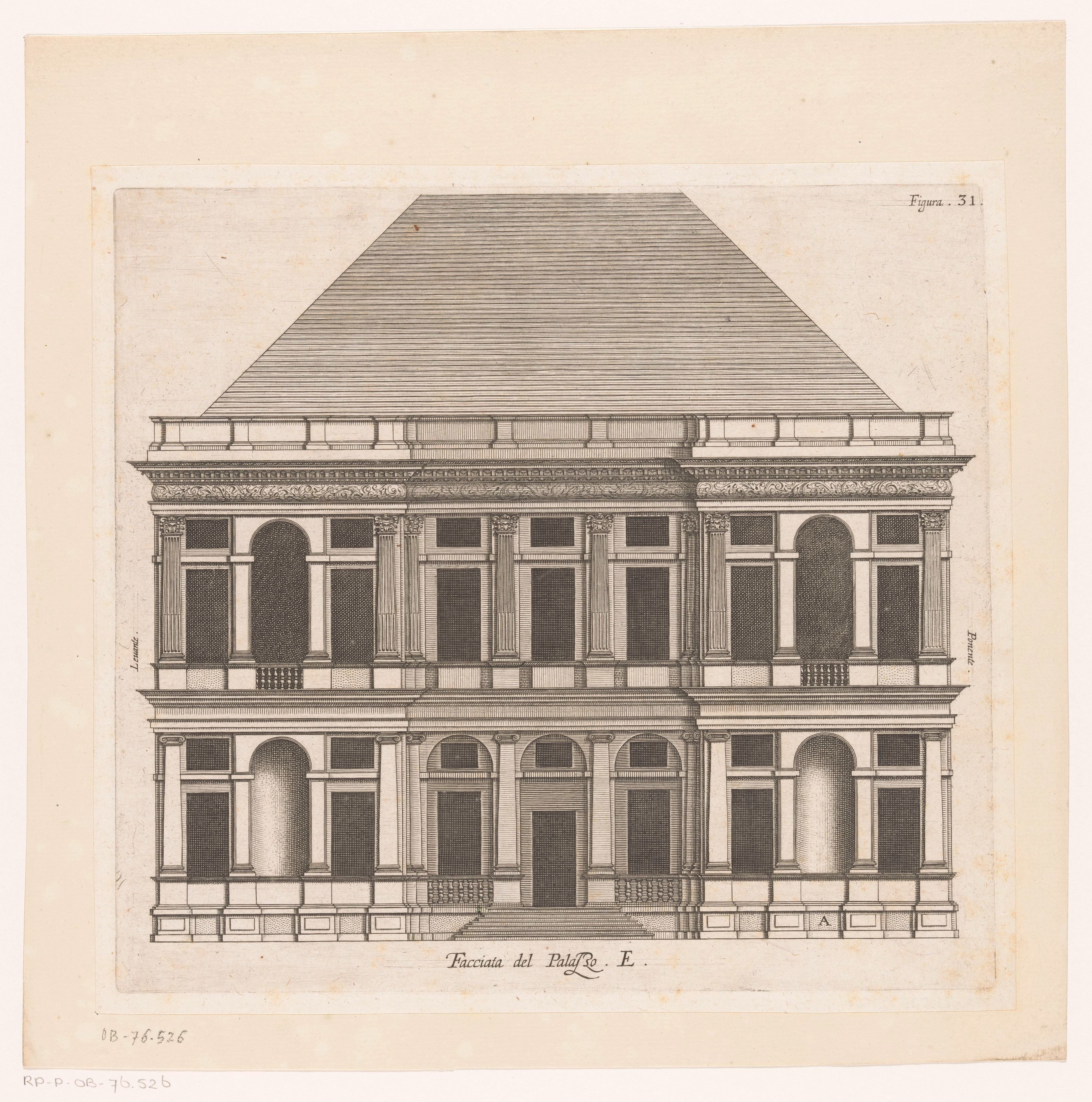
Вилла Тобиа Паллавичино в Генуе. Проект Г. Алесси и Дж. Б. Капорали. Гравюра из издания П. П. Рубенса «Дворцы Генуи». 1622
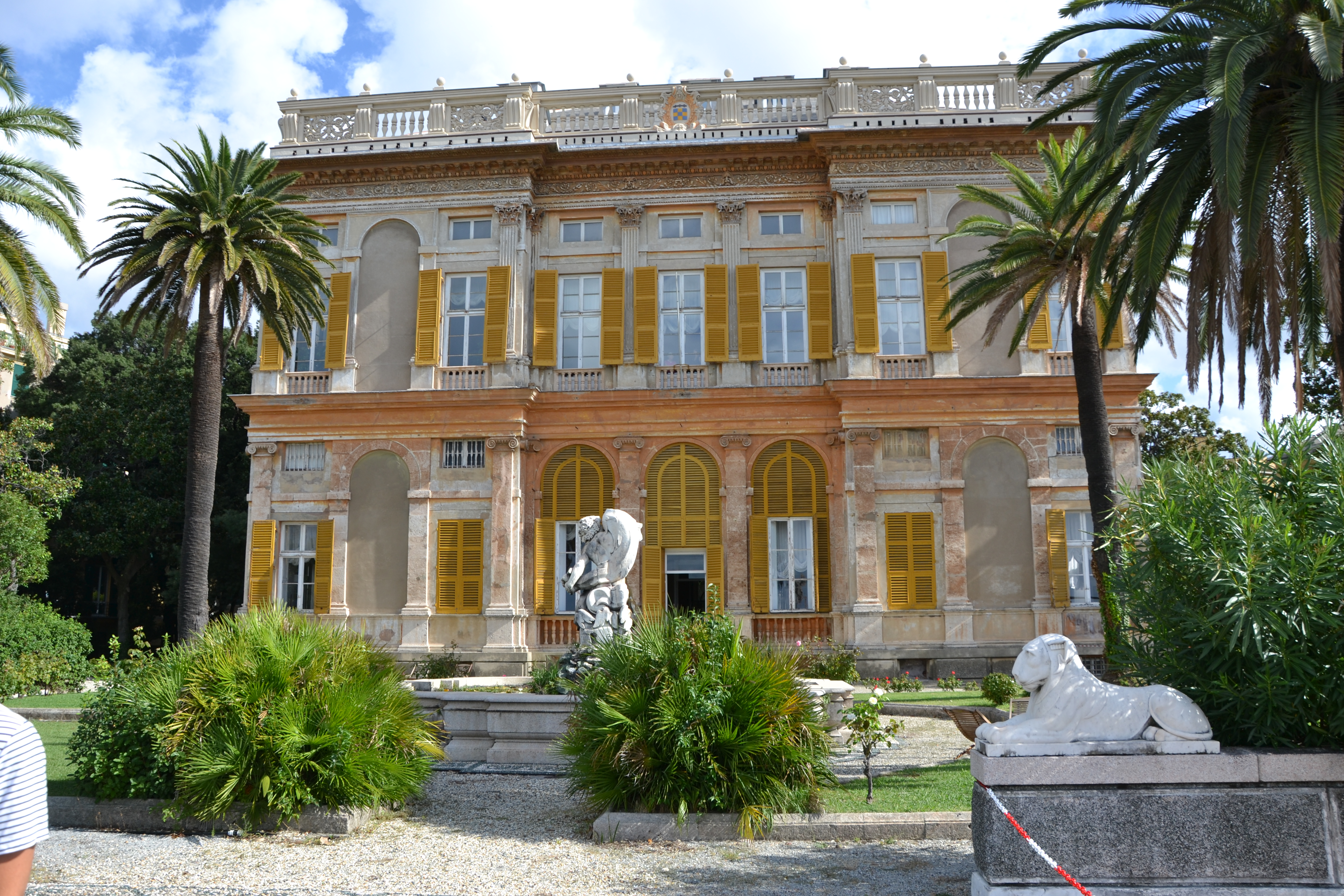
Вилла Тобиа Паллавичино в Генуе. Главный фасад. 1560.
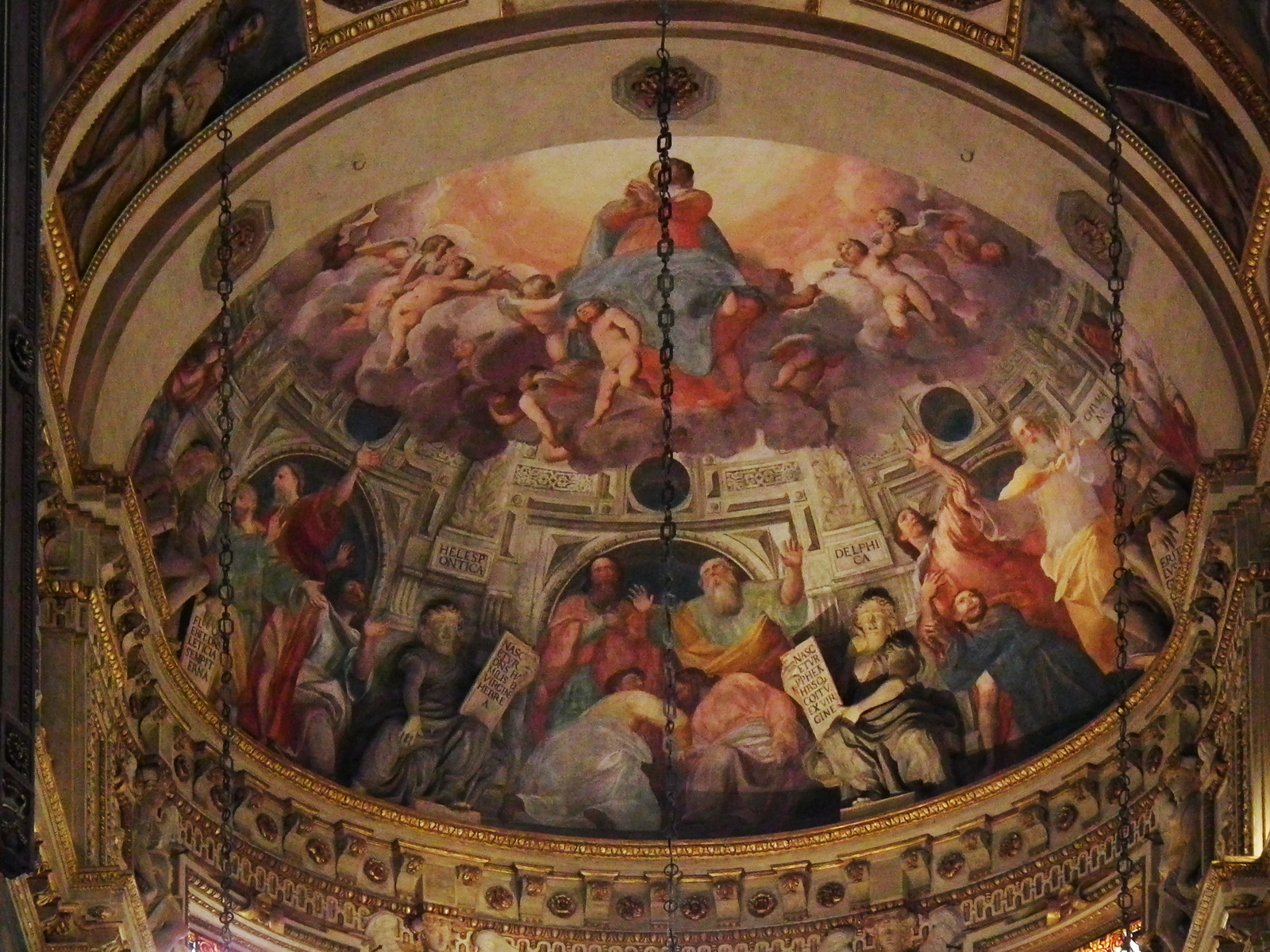
Л. Камбьязо и Дж. Б. Кастелло. Ассунта (Вознесение Мадонны). Роспись конхи «левой апсидальной капеллы» (капеллы Леркари) собора Сан-Лоренцо в Генуе
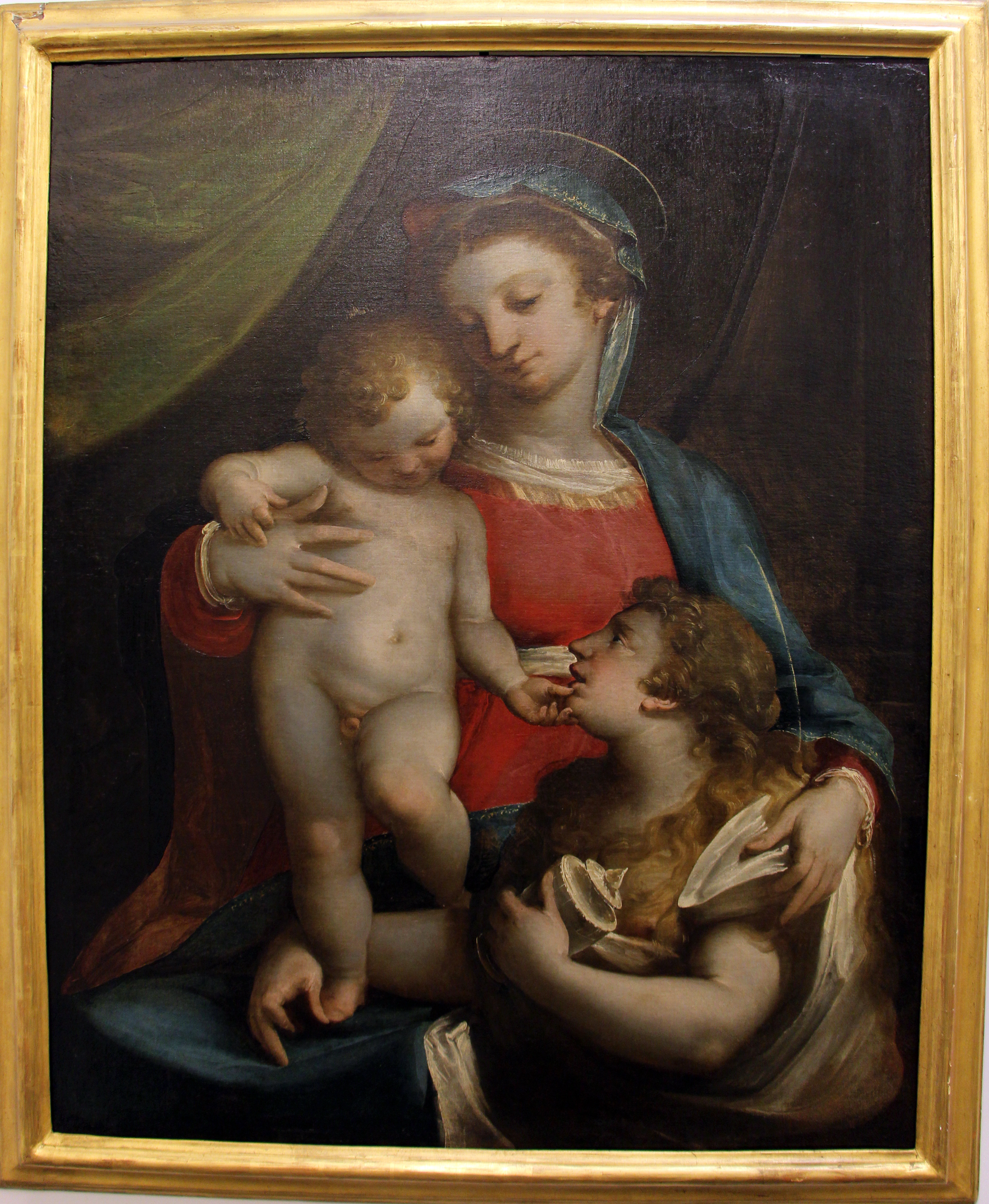
Мадонна с Младенцем и святой Магдалиной. Палаццо Бьянко, Генуя
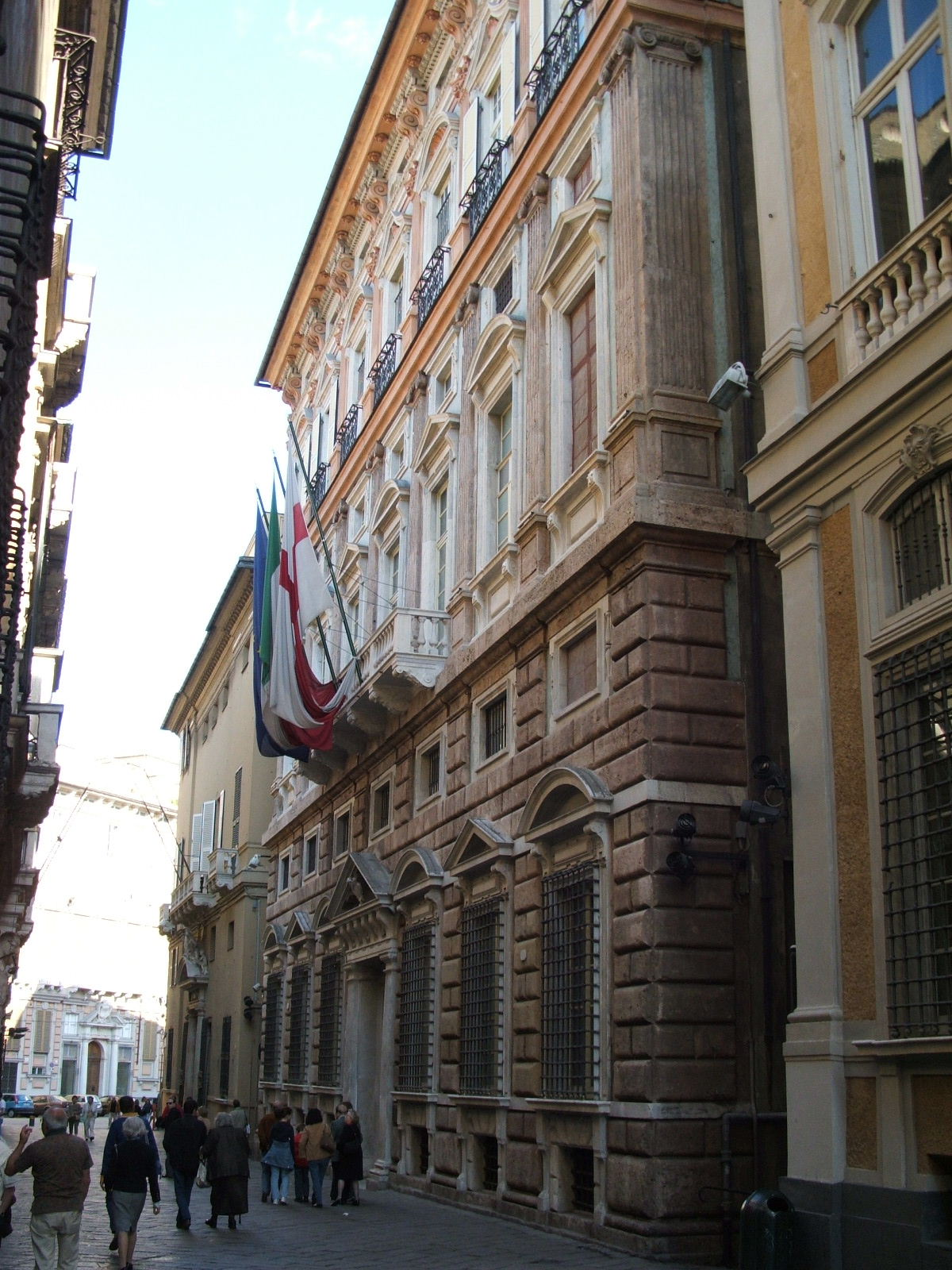
Палаццо Каррега-Катальди. Генуя
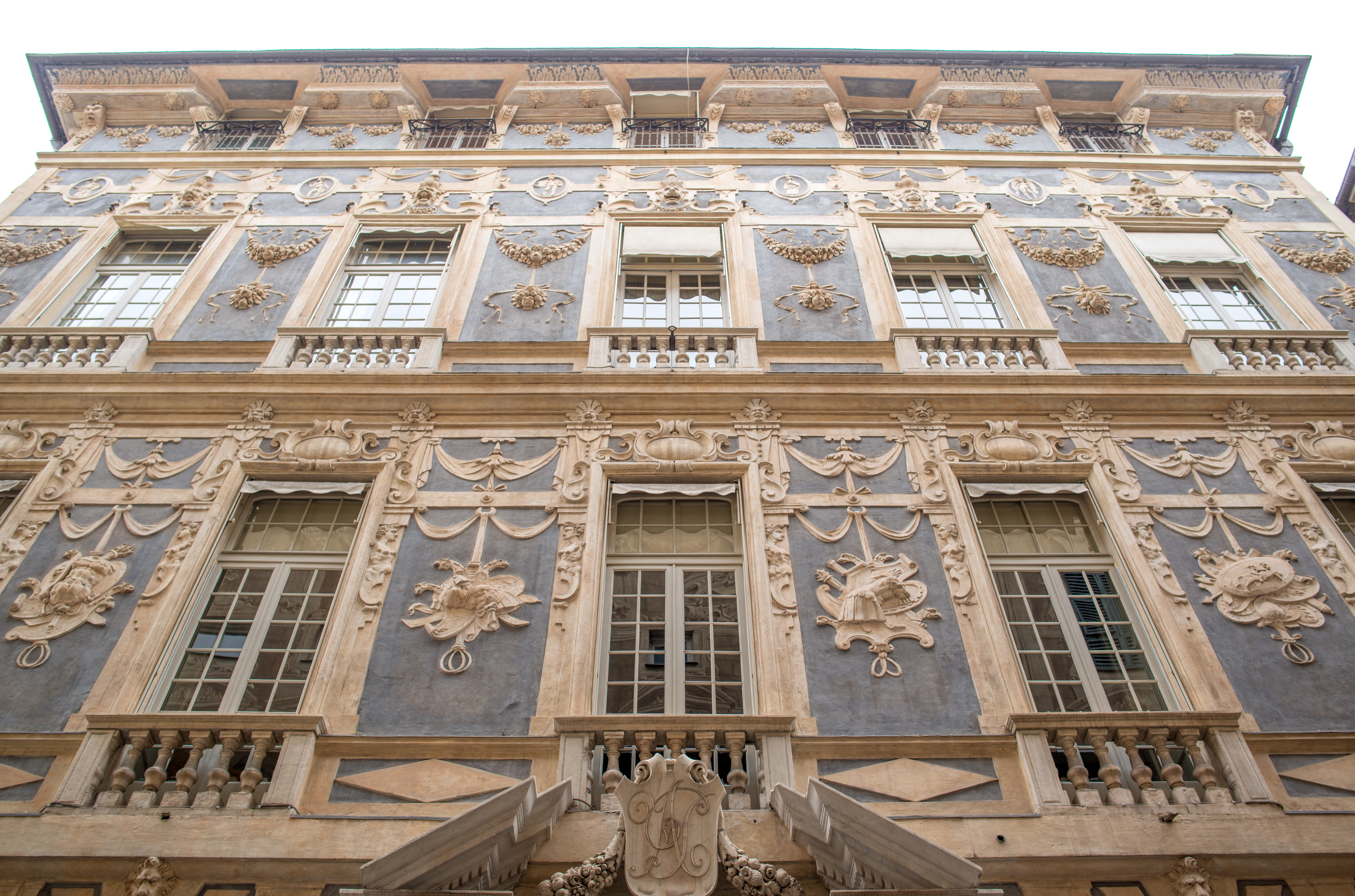
Палаццо Ломеллини. Главный фасад. Генуя
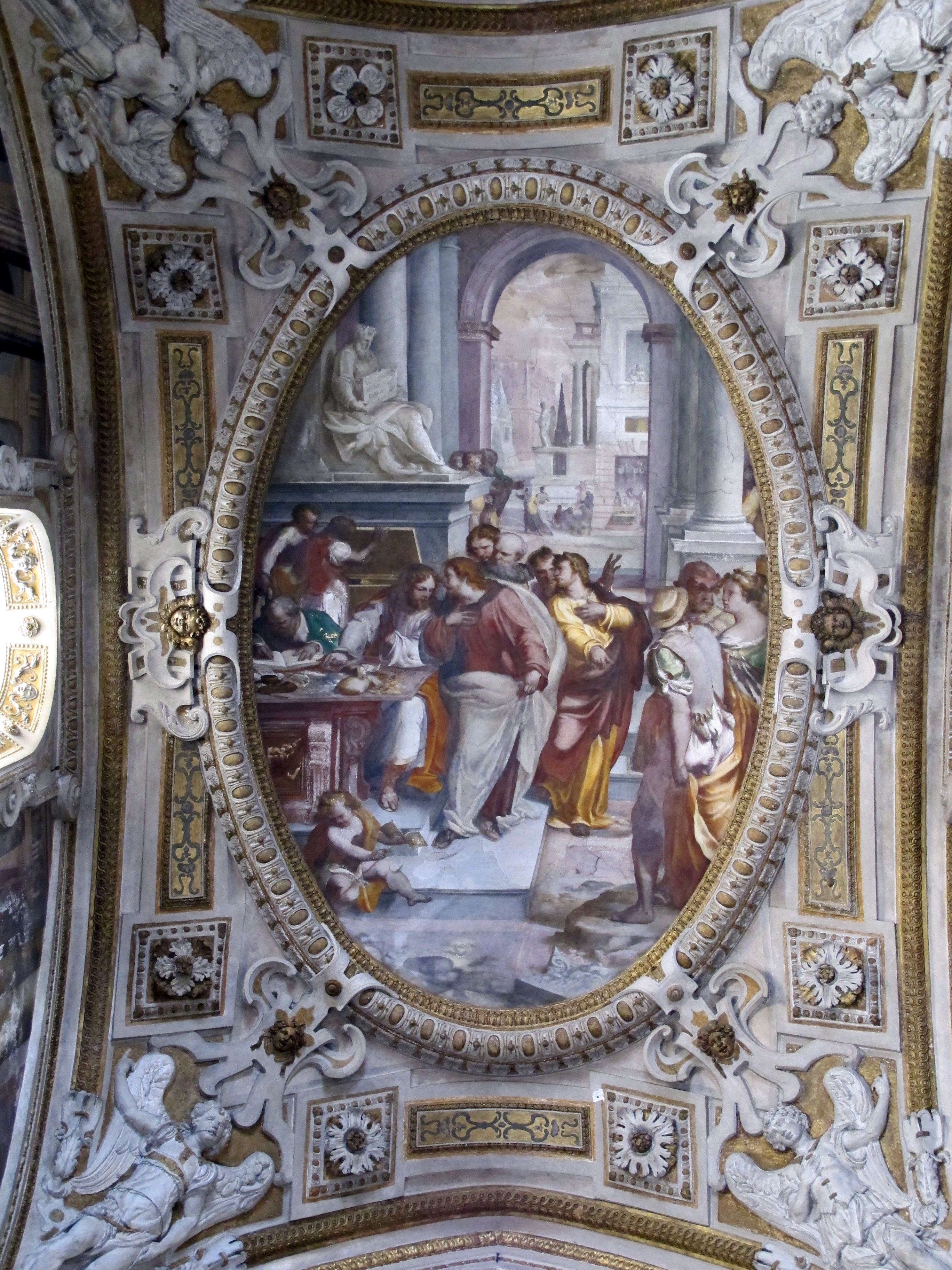
Л. Камбьязо и Дж. Б. Кастелло. Призвание апостола Матфея. 1558—1559. Роспись свода церкви Сан-Маттео. Генуя